# Navalmoral
Navalmoral település Spanyolországban, Ávila tartományban. Navalmoral Navaluenga, Burgohondo, San Juan del Molinillo, Sotalbo és San Juan de la Nava községekkel határos. Lakosainak száma 412 fő (2024).

## Népesség
A település népessége az utóbbi években az alábbiak szerint változott:
| Lakosok száma | 572  | 500  | 471  | 464  | 428  | 390  | 355  | 326  | 340  | 412  |
|               | 2001 | 2004 | 2006 | 2009 | 2011 | 2014 | 2016 | 2019 | 2021 | 2024 |